# Дупа Магура (Вранча)
Дупа Магура (рум. După Măgura) насеље је у Румунији у округу Вранча у општини Винтиљаска. Oпштина се налази на надморској висини од 679 m.

## Становништво
Према подацима из 2002. године у насељу је живело 98 становника, од којих су сви румунске националности.